# Албанская народная армия
Албанская народная армия (алб. Ushtria Popullore Shqiptare) — вооружённые силы Народной республики Албания (с 1976 года — Народной Социалистической республики Албания) с 1946 года по 1991 год. Входила в состав Организации Варшавского договора с 1955 по 1961 год, когда Албания из-за конфликта с СССР де-факто прекратила свою деятельность в этой организации (формально покинув её в 1968 году после подавления СССР и его союзниками «Пражской весны» в Чехословакии.
Состояла из органов управления трёх видов: сухопутные войска, военно-воздушные силы и военно-морской флот.
В 1991 году после начала демонтажа коммунистического режима преобразована в нынешние Вооружённые силы Албании.

## История
После освобождения территории Албании от немецких и итальянских оккупантов в 1944 году и победы на выборах 2 декабря 1945 года возглавляемого Коммунистической партией Албании Демократического фронта, в стране установился дружественный Советскому Союзу режим, начавший преобразования по советскому образцу. Реформы коснулись и вооружённых сил.
Как и в остальных странах Восточной Европы, попавших под советское влияние (за исключением ГДР, которой до 1955 года было запрещено иметь вооружённые силы), основой новой армии стала кадровая база бывших партизанских соединений при некотором количестве эмигрантов, воевавших совместно с Красной Армией или войсками западных Союзников. Представителям свергнутых классов и тем, кто во время войны воевал в составе националистических соединений Балли Комбетар и Легалитета, военная служба была запрещена. Важную роль играли политические комиссары, которые в соответствии с марксистско-ленинским учением о "народной армии" осуществляли контроль над деятельностью командиров и личным составом.
До конфликта Информбюро с ФНРЮ большую помощь в создании АНА оказывала Югославия, стремившаяся в то время включить Албанию в свою сферу влияния. После разрыва связей с Югославией и отстранения Кочи Дзодзе и Панди Кристо, в военном строительстве Албания полностью переориентировалась на СССР и 14 мая 1955 года вошла в ОВД. Система коллективной безопасности снизила риск прямого вооружённого нападения на страну и позволила сократить численность вооружённых сил. В период с мая 1955 года до мая 1958 года численность вооружённых сил Албании была уменьшена на 9 тысяч человек.
В 1961 году, вследствие серьёзных идеологических разногласий между СССР и Албанией, последняя де-факто прекратила своё участие в деятельности ОВД. Этот процесс сопровождался конфликтом за принадлежность военно-морской базы во Влёре, в результате которого часть имущества и вооружения советской базы была передана албанской стороне, и сближением с также находившимся в состоянии конфликта с СССР Китаем, что привело к очередной переориентации военного сотрудничества. В 1962 году при технической помощи КНР в стране было освоено производство карабинов "тип 56" и патронов 7,62 × 39 мм. В сентябре 1968 года Албания, осудив ввод войск ОВД в Чехословакию, денонсировала Варшавский договор и де-юре вышла из ОВД.
В 1963-1978 годы Албания интенсивно сотрудничала с КНР. 1 мая 1966 года, по образцу НОАК, в АНА были отменены воинские звания. Активно перенимался опыт китайской "Культурной революции" в плане "всемерного революционизирования вооружённых сил".
В 1978 году после смерти Мао Цзэдуна и начала широкомасштабных рыночных реформ в Китае, отношения между ходжаистской Албанией и КНР разладились и военное сотрудничество было прекращено. В ходе чистки АНА от сторонников бывшего премьер-министра НСРА Мехмета Шеху и близкого к нему министра обороны Кадри Хазбиу в 1981 году были казнены или арестованы около 600 офицеров.
В 1991 году указом президента Албании Рамиза Алия была восстановлена система воинских званий. Армия не вмешивалась в политические процессы 1990-1992 годов и, после поражения АПТ на выборах и прихода к власти антикоммунистических сил, подверглась департизации и деидеологизации.

## Командование
Верховный главнокомандующий Албанской народной армии:
- Энвер Ходжа (8 ноября 1941 – 11 апреля 1985)
- Рамиз Алия (13 апреля 1985 – 4 мая 1991)

Министры обороны НРА / НСРА:
- Энвер Ходжа (22 октября 1944 – 1 августа 1953)
- Бекир Балуку (1 августа 1953 – 29 октября 1974)
- Мехмет Шеху (29 октября 1974 – 26 апреля 1980)
- Кадри Хазбиу (26 апреля 1980 – 14 октября 1982)
- Прокоп Мурра (14 октября 1982 – 9 июля 1990)
- Кичо Мустаки (9 июля 1990 – 12 мая 1991)
- Ндричим Каракачи (12 мая 1991 – 18 декабря 1991)

Начальники Генерального штаба АНА:
- Спиро Мойсиу (24 мая 1944 – август 1946)
- Мехмет Шеху (август 1946 – 28 января 1948)
- Бекир Балуку (28 января 1948 – 1952)
- Петрит Думе (1952–1954)
- Ариф Хаско (1954–1956)
- Петрит Думе (второй раз) (1956 – июль 1974)
- Сами Мечолари (июль 1974 – декабрь 1974)
- Вели Лиакай (1974 – 13 октября 1982)
- Кичо Мустаки (13 октября 1982 – февраль 1991)

Де-факто Верховным главнокомандующим Албанской народной армии являлся Первый секретарь ЦК АПТ (Энвер Ходжа также занимал пост Председателя Совета обороны), хотя де-юре им должен был быть Председатель Президиума Народного собрания Албании (в 1985-1991 годах Рамиз Алия совмещал обе эти должности), а с 1991 года - Президент Республики Албания (которым также стал Алия). В соответствии с Конституцией 1976 года, Народное собрание было уполномочено объявлять режим чрезвычайного положения и состояние войны. Министры обороны НСРА являлись, как правило, также членами Политбюро ЦК АПТ.

## Состав и численность
В 1990 году в состав АНА входили три рода войск (сухопутные войска, ВВС и ВМФ), 48 000 человек и 375 000 резервистов.

### Сухопутные войска

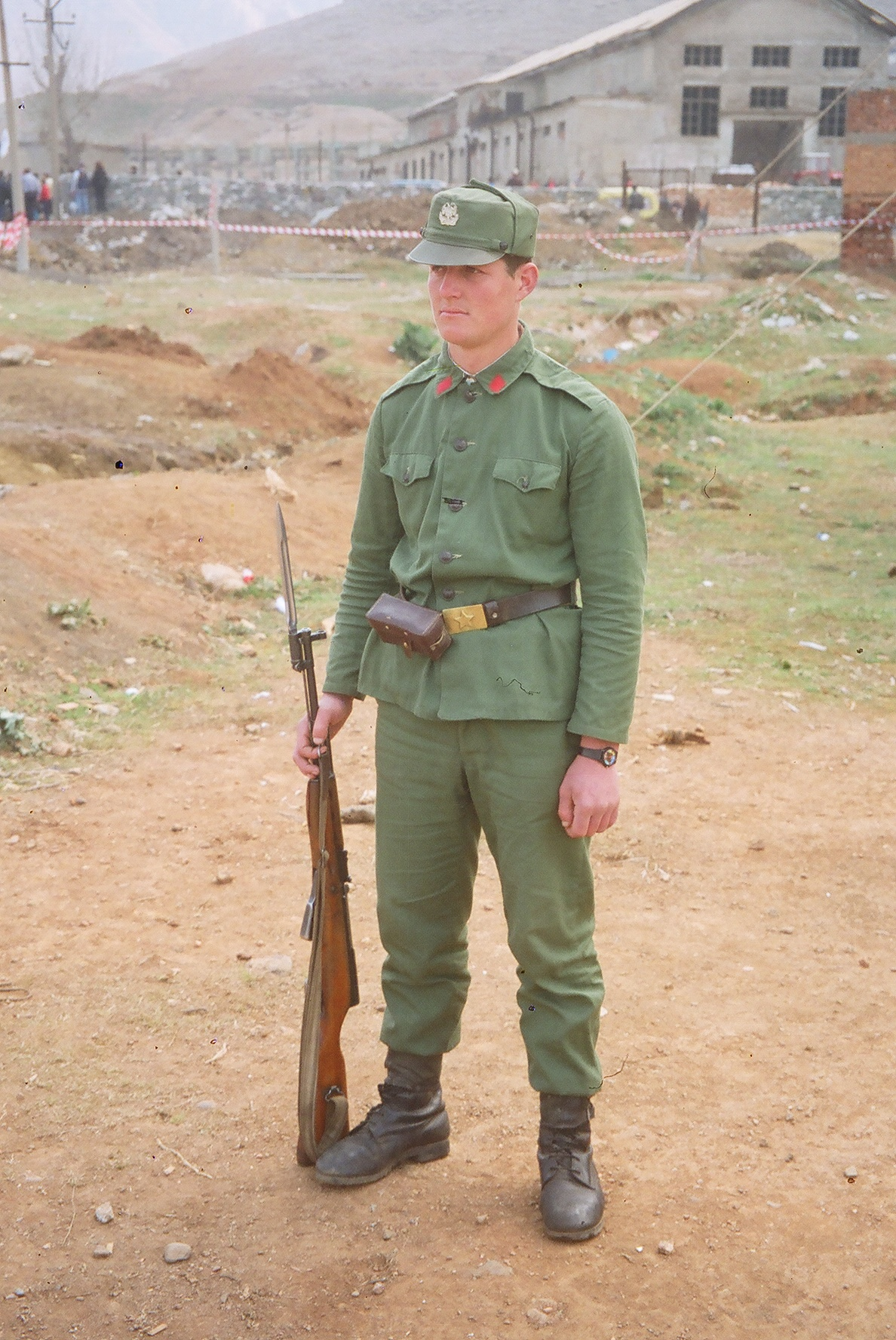
Солдат АНА

Наиболее крупным соединением Албанской народной армии являлись сухопутные войска, вооружённые оружием советского и китайского производства. Они были плохо механизированы (только 15% соединений имели транспортные средства), в наличии имелось около 130 единиц бронетехники. Недостаток средств ПВО делал албанские войска уязвимыми для ударов авиации вероятного противника. В 1980-х годах количество пехотных бригад в сухопутных войсках было сокращено с восьми до четырех, произошёл переход от полностью укомплектованных частей к кадрированным. Каждая пехотная бригада состояла из трех батальонов пехоты и одного легко оснащенного артиллерийского батальона, в то время как бронетанковые войска состояли из одной танковой бригады. Артиллерийские силы были увеличены с одного до трех полков в течение 1980-х годов, при этом шесть батальонов береговой артиллерии были развёрнуты в стратегических пунктах вдоль побережья Адриатического моря.

### ВМФ
Военно-морской флот АНА был небольшим и предназначенным исключительно для береговой обороны. В 1945 году в Дурресе с советской помощью была построена судоремонтная верфь. В 1954 году СССР передал Албании несколько торпедных катеров и дизельных подводных лодок, которые базировались в военно-морской базе Паша-Лиман близ Влёры. Там же базировались и советские корабли, в 1961 году принуждённые албанской стороной к выходу из бухты. В ВМФ АНА служило около 2000 человек, из которых половина - на контрактной основе. Корабельный парк состоял из шести китайских торпедных катеров типа "Shanghai-II" и двух советских типа "Кронштадт". Подводные лодки фактически не использовались и на боевое дежурство не выходили. К 1991 году весь наличный состав ВМФ устарел и не представлял какой-либо угрозы.

### ВВС
Военно-воздушные силы АНА были созданы в 1952 году и насчитывали 11 000 человек личного состава, которые получили на вооружение самолёты и вертолёты советского производства. После разрыва отношений с СССР их использование, из-за невозможности дальнейшего технического обслуживания, начало сокращаться в пользу техники, полученной из КНР. В 1970-х годах произошёл окончательный переход на авиатехнику китайского производства, однако албано-китайский конфликт привёл к прекращению военного сотрудничества, что резко обострило проблему техобслуживания. Из-за высокой аварийности (с 1955 по 2005 год разбилось 35 самолётов), боеспособность ВВС оставалась на крайне низком уровне. В 1990 году ВВС АНА насчитывали 200 самолётов, включая 4 транспортных, и 40 вертолётов.

### Вспомогательные структуры
Органы Сигурими в АНА

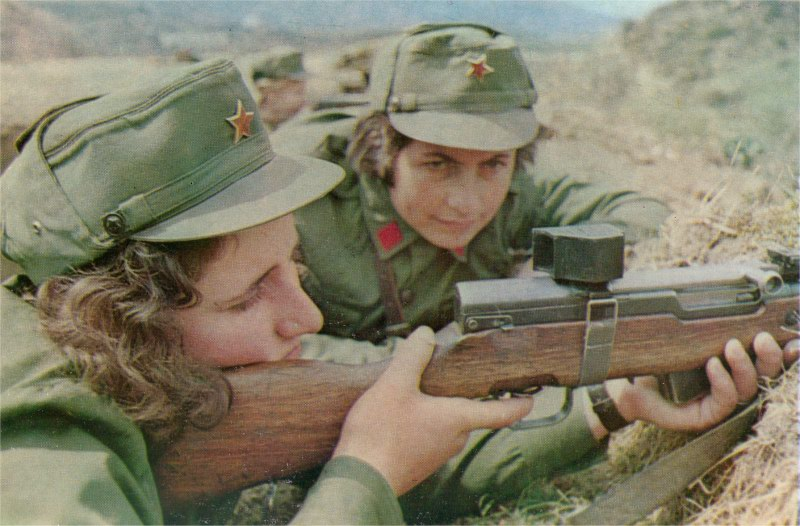
Военные учения

В органах Сигурими в Албанской народной армии служило около 7500 человек. Также в составе АНА существовала соподчиняющаяся органам государственной безопасности «Дивизия народной обороны», сформированная под руководством Хаджи Леши в 1945 году. В 1989 году в её состав входили 7 мотострелковых полков.
Система военного образования

Систему военного образования в Албании составляли Офицерская школа (алб. Shkolla e Oficerëve) в Тиране, Военно-политическая академия имени Мехмета Шеху (осуществлявшая подготовку политических комиссаров), Академия ВВС во Влёре и Военно-морская академия (основана в 1961 году). В период советско-албанского и китайско-албанского сотрудничества многие офицеры получили военное образование в Академии Генерального штаба Вооружённых сил СССР (в частности, Бекир Булуку и Теме Сейко) и военных учебных заведениях Народно-освободительной армии Китая.

### Символика

Эмблемы ВВС АНА (1946–1992)
(1946–1958)
(1958–1960)
(1960–1992)
(1960–1992)
Хвостовая эмблема (1946–1960)

Флаги ВМФ АНА (1946–1992)
(1946–1954)
(1954–1958)
(1958–1992)

### Военная доктрина
Военная доктрина Албанской народной армии опиралась на опыт партизанской борьбы в ходе Второй мировой войны, маоистскую концепцию затяжной народной войны и носила оборонительный характер. Вероятными противниками рассматривались Югославская народная армия, Вооружённые силы Греции и Шестой флот ВМС США. В случае их нападения, АНА должна была, опираясь на сеть бункеров, удерживать оборону максимально продолжительный срок, после чего переходить к партизанской борьбе.
Сеть бункеров

План типового бункера

Строительство сети бункеров в прибрежной зоне, на стратегических горных проходах и у автомобильных трасс, в ряде населённых пунктов и на границе с Югославией и Грецией началось с 1967 года и продолжалось до самой смерти Энвера Ходжа в 1985 году. За этот период было построено в общей сложности 173 371 бетонных бункеров различной конструкции (как правило, типовой). В первую очередь эти приготовления были нацелены против ЮНА, не имевшей (в большом количестве) достаточно мощных вооружений для разрушения этих укреплений.
Министр обороны НСРА Бекир Балуку достаточно скептически относился к концепции "бункеризации" и в 1974 году публично раскритиковал её, поставив под сомнение сам факт наличия угрозы нападения на Албанию со стороны внешних сил.

## Вооружение
На вооружении Албанской народной армии состояло оружие преимущественно советского и китайского производства (включая китайские копии советских танков и авиационной техники). Первое активно поставлялось в период членства Албании в ОВД, второе - до албано-китайского разрыва в 1978 году. Слабым местом АНА было отсутствие современных образцов самоходной артиллерии, авиации и собственного ВПК (производились только копии стрелкового оружия), хотя с китайской помощью была создана ремонтная база.

### Стрелковое оружие
- ТТ-33 7,62x25 мм.
- ПМ 9x18 мм.
- СКС 7,62x39 мм. - выпускался под названием ASh-56.
- АКМ - выпускался под названием ASh-82.
- АКС-74У 5,45x39 мм. - выпускался под названием RDW1 и RDW2.
- Тип 56 7,62x39 мм. - выпускался под названием ASh78-1 "Tip-1".
- Ручной пулемёт Калашникова 7,62x39 мм. - выпускался под названием ASh78-2. Также выпускался вариант с оптическим прицелом, под названием ASh78-3.
- СВД
- Пулемёт Калашникова 7,62х54 мм.
- РПГ-7

### Бронетехника
- БТР-40
- БТР-50
- БТР-152
- БРДМ-1
- Тип 63 (бронетранспортёр)
- Т-34
- Т-54/Т-55
- Тип 59 (китайский аналог советского Т-54)

### Артиллерийские орудия
- 152-мм гаубица-пушка образца 1937 года (МЛ-20)
- 152-мм гаубица образца 1943 года (Д-1)
- 152-мм пушка-гаубица Д-20[20]
- 130-мм пушка М-46
- 203-мм гаубица образца 1931 года (Б-4)
- 122-мм гаубица образца 1938 года (М-30)
- Type 60 (китайский аналог советской 122-мм пушки Д-74)

### Самолёты и вертолёты
- Парад АНА Harbin Z-5 (китайский аналог советского вертолёта Ми-4)[21][22]
- Ли-2

Парад АНА

- МиГ-15 (наиболее современные самолёты в ВВС АНА).[23]
- Shenyang J-6 (китайский аналог советского МиГ-19)

### Боевые корабли
- 4 Подводные лодки проекта 613
- Минные заградители
- Торпедные катера

## Воинские звания и знаки различия
До 1947 г. албанские воинские формирования пользовались знаками различия на рукавах и воротнике, сходными с теми, что использовались югославскими партизанами.
В 1947 г. была введена униформа со знаками различия и званиями, полностью копировавшими советскую систему (лишь с незначительными отличиями в покрое, петлицах старших офицеров и генералов, и дизайне головных уборов). Изменения в дизайне формы и знаков различия в СССР почти сразу же копировались и в албанской армии. Такая система сохранялась до 1966 г., когда по образцу Китая в Албании вообще отменили звания и знаки различия как «пережиток старого режима», сохранив лишь армейские должности.
Новая система званий и знаков различия, без какой-либо связи с прежде использовавшимися, вновь была создана в албанских вооружённых силах уже после крушения коммунистического режима.

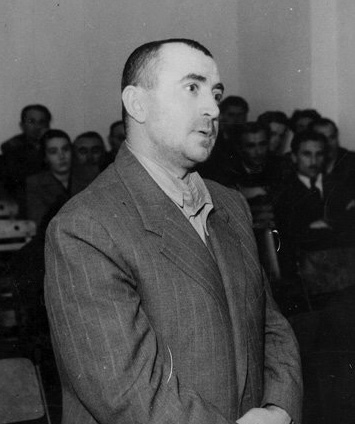
Кочи Дзодзе со знаками различия югославского образца (между 1945 и 1947 гг.)
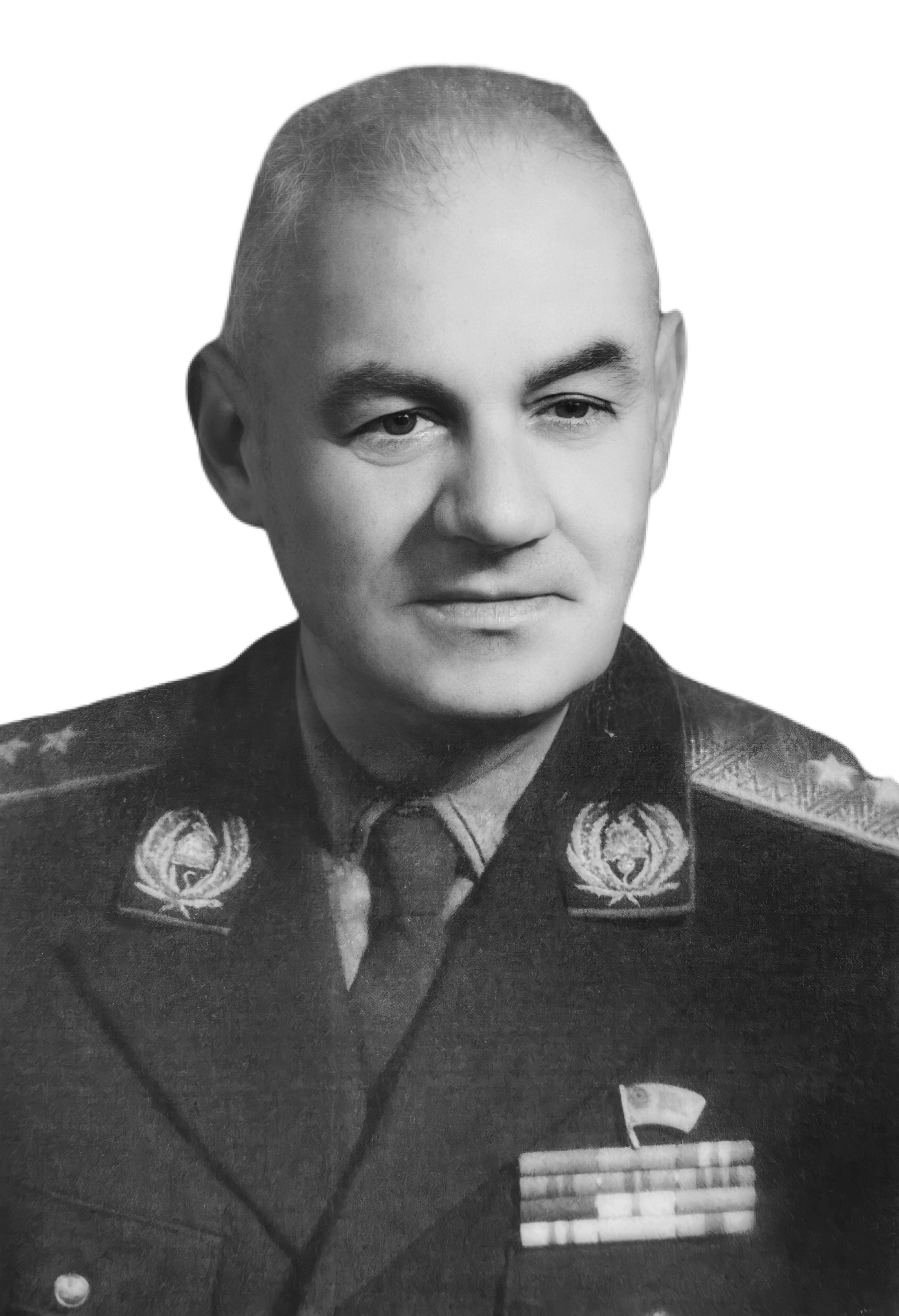
Спиро Моисиу, начальник Генштаба Албанской народной армии и отец президента А. Моисиу, со знаками различия советского образца

## Видео
- Военный парад АНА в 1954 году Архивная копия от 30 января 2021 на Wayback Machine
- Parada Ushtarake 29 Nentor 1964 - 20 Vjetori i Clirimit te Atdheut Архивная копия от 31 января 2021 на Wayback Machine
- MiG-19 Forcat Ajrore Shqiptare (Albanian Air Force) Архивная копия от 29 января 2021 на Wayback Machine
- Garda e Republikes 1989 Архивная копия от 29 января 2021 на Wayback Machine